# Copla castellana
La palabra copla proviene del lat. copŭla 'unión, enlace', cuya acepción ligada a la materia métrica indica que se trata de una composición poética que consta solo de una cuarteta de romance, de una seguidilla, de una redondilla o de otras combinaciones breves, y que por lo común sirve de letra en las canciones populares.
La copla castellana es una combinación estrófica de ocho versos octosílabos, emparentada con otras formas octosílabas como la copla de arte mayor, la copla menor, la octava real, la octava y la octavilla agudas. También es conocida como copla mixta, término colectivo de estrofa de octosílabos de extensión variable (7-11 versos), con dos, tres o cuatro rimas, dispuestas en semiestrofas asimétricas (4+3 : 4+5 : 5+6).
Junto a la copla de arte menor, representan dos fases de evolución, precedentes en último lugar de la primitiva forma provenzal. Se distinguen en las formas tan solo por el número de las rimas. La diferencia en la terminología ser remonta solo a Tomás Navarro, el cual se basa en usos del siglo XVI para proponer el término de copla castellana para la forma de cuatro rimas. En todo caso, la distinción es más práctica.

## Definiciones
Caparrós indica que la copla castellana es una combinación estrófica de ocho versos octosílabos –algunos de ellos pueden ser ocasionalmente tetrasílabos- divididos en dos semiestrofas de cuatro versos cada una, y con dos rimas consonantes diferentes en cada semiestrofa. Las disposiciones más frecuentes de la rima son: abbacddc; abbacdcd; ababcdcd; ababcddc. Añade, además, que está emparentada con la copla de arte menor, aunque es más sencilla que esta, por tener una rima más. Según recoge, se empleó en la poesía menos elevada, especialmente en decires del final de la Edad Media, en el teatro y en el género epigramático del siglo XVI.
A Fray Íñigo de Mendoza y su Pregunta a Pedro Mendoza pertenece el ejemplo que cita y que aquí reproducimos:
La inmensa turbación
d’este reino castellano
faze pesada mi mano
y torpe mi descrición:
que las horas y candelas
que se gastaban leyendo,
agora gasto poniendo
rondas, escuchas y velas.
Según señala Tomás Navarro Tomás en Arte del verso, la copla castellana viene de la tradición medieval de versificar temas graves. Así, la copla de arte mayor sustituyó a la cuaderna vía; en un tono medio se usaba la copla de arte menor y, a partir del siglo XV fue ganando terreno en el mismo género de poesía la copla castellana. Estaba formada, como la anterior, por dos redondillas, pero no enlazadas sino con rimas independientes. Presentaba numerosas combinaciones de octosílabos y pies quebrados y quedó como forma corriente del epigrama.

## Historia
La forma de cuatro rimas de la copla castellana no participó de la larga evolución de las coplas de arte menor y mayor, procedentes de los mismos fundamentos provenzales que esta. Como variante de la forma más antigua de dos y tres rimas se desarrolló en la misma Provenza, y ganó el primer lugar entre los tipos más antiguos, en los últimos trovadores, y se divulgó también por Aragón y Cataluña y hasta Castilla.
El primer testimonio en Villasandino (muerto en ¿1424?) abarca tan solo dos estrofas y representa un caso completamente aislado; en ningún otro poeta del Cancionero de Baena, en la primera mitad del siglo, se encuentra un caso semejante. El uso sistemático de la forma de cuatro rimas se inicia solo con el Marqués de Santillana, quizá por el influjo del catalán Ausias March, a quien apreció mucho. Se encuentra también en casos aislados en Juan de Mena. Su creciente divulgación en la segunda mitad del siglo XV ocurre cuando son más intensas las relaciones políticas y dinásticas y, por consiguiente, también culturales, entre Aragón, Cataluña y los castellanos. En el Cancionero de Palacio (hacia 1470) tales coplas son un tercio del conjunto; en el Cancionero General (1511), la mitad de las estrofas son de ocho versos cortos. Poco después arrincona a la copla de arte menor más antigua, y alcanza su máxima divulgación en la forma habitual abba cddc. La unidad de la copla castellana acaba por ser solo de carácter gráfico, cuando se establece, cada vez más, un fuerte corte sintáctico después del cuarto verso, unido a la falta de enlace de rimas entre las dos partes. Y así, en el uso métrico la copla castellana se descompone hacia fines del siglo XVI en dos redondillas autónomas, contribuyendo de esta manera a la difusión de estas. En función autónoma se mantuvo por más tiempo; así en los doscientos epigramas (abba cddc) de Miguel Moreno (primera mitad del siglo XVII). No obstante, por influjo de la redondilla muestra a menudo un fuerte corte sintáctico después de la primera mitad de la estrofa.
Isabel Paraíso en La métrica española en su contexto románico apunta, además que en los siglos XV y XVI fue usada monoestróficamente, fue la forma preferida para la esparza epigramática. Buen ejemplo de ello son los poemas burlescos de Jorge Manrique y el de Garcilaso de la Vega dedicado “A Boscán, porque estando en Alemania danzó en unas bodas”.

## Ejemplo
Ya hemos dicho que la copla castellana es una estrofa de ocho versos octosílabos con la disposición 4-4. A diferencia de la copla de arte menor, tiene cuatro rimas, de las cuales se reparten dos a dos en cada semiestrofa. De ahí resultan las siguientes disposiciones de las rimas, como recoge Baehr:
| 1. abba : cddc (las dos abrazadas) 2. abab : cdcd (las dos alternas) 3. abba : cdcd (combinación de las dos anteriores) 4. abab: cddc |

Ejemplo:
Quando la Fortuna quiso a
señora, que vos amasse b
ordenó que yo acabasse b
como el triste Narçiso;   a
non de mí mesmo pagado,  c
más de vuestra catadura d
fermosa, neta criatura d
por quien vivo y soy penado. c
(Santillana, Canc. siglo XV, nº 232)
La variante citada en el ejemplo, es la más frecuente. Este hecho puede explicarse por la misma predilección de los poetas catalanes que transfirieron la estrofa de ocho versos y cuatro rimas de Provenza a Castilla. Así, Ausias March emplea el esquema abba cddc en 90 de sus 128 poesías.
Sin desarrollarse hacia tipos de carácter autónomo, las coplas castellanas se presentan ocasionalmente también con uno o dos versos de pie quebrado.
Mediante la introducción de una cuarta rima, la copla castellana es técnicamente más sencilla y tiene carácter menos arcaico que la copla de arte menor, con la que presenta comunidad de asuntos. Además se usa en el teatro (Juan del Encina, Castillejo y otros).
- Datos: Q28503056